# Nikki SooHoo

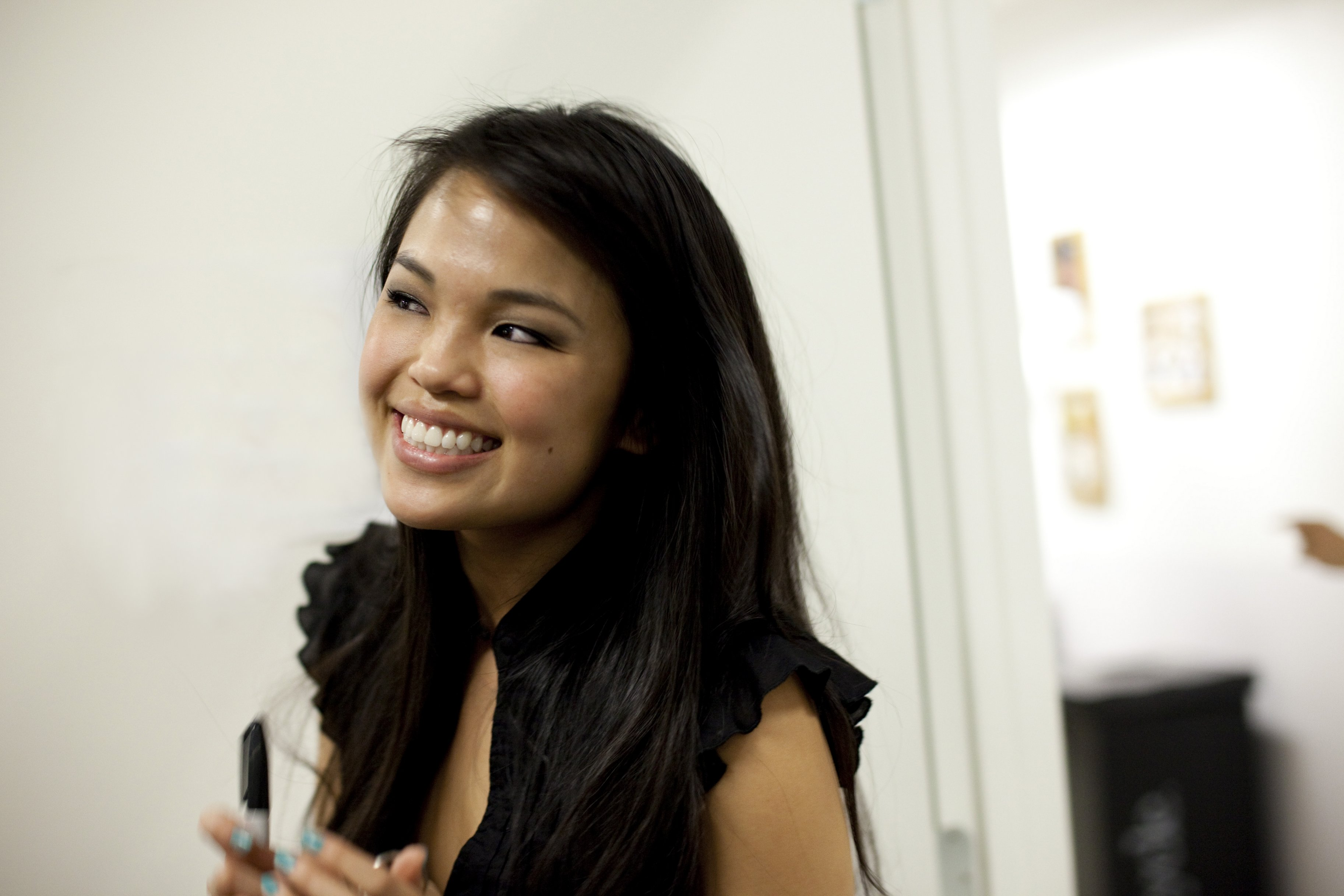
Nikki SooHoo

Nicole Summer „Nikki“ SooHoo (* 20. August 1988 in Los Angeles, Kalifornien) ist eine US-amerikanische Schauspielerin chinesischer Herkunft.

## Leben und Karriere
Nikki SooHoo besuchte die Orange County High School of the Arts in Santa Ana und danach die University of California in Los Angeles.
Erste Erfahrungen in der Unterhaltungsbranche machte SooHoo mit dem Tanzen. 2003 traf sie sich in Santa Monica mit dem Talent Manager Addison Witt in seinem Schauspielstudio. Ihr Schauspieldebüt gab sie 2004 im Kurzfilm Fields of Mudan, welcher den Grand Marshall Award gewann. Bekannt wurde sie durch ihre Rollen als Fiona Lanky in der Science-Fiction-Sitcom Phil aus der Zukunft (2005) und als Turnerin Wei Wei Yong in der Teenie-Komödie Rebell in Turnschuhen (2006). Im gleichen Jahr war sie als Sue Ling in einer Folge der Comedy-Serie Familienstreit de Luxe zu sehen. Des Weiteren spielte sie 2009 im fünften Teil der Girls-United-Reihe namens Girls United – Gib Alles! eine der sieben Cheerleader namens Christina. Eine Nebenrolle hatte sie 2009 im Fantasy-Drama In meinem Himmel als Holly.

## Filmografie (Auswahl)
- 2004: Fields of Mudan (Kurzfilm)
- 2005: Phil aus der Zukunft (Phil of the Future)
- 2005: East of Normal, West of Weird (Fernsehfilm)
- 2005: Testing Bob (Fernsehfilm)
- 2006: Rebell in Turnschuhen (Stick It)
- 2006: Drake & Josh (Fernsehserie, Folge 3x14 Theater Thug)
- 2006: Familienstreit de Luxe (The War at Home, Fernsehserie, eine Folge)
- 2007: Hotel Zack & Cody  (The Suite Life of Zack and Cody, Fernsehserie, eine Folge)
- 2009: Private Practice (Fernsehserie, Folge 3x03 Right Here, Right Now)
- 2009: Girls United – Gib Alles! (Bring It On: Fight to the Finish)
- 2009: In meinem Himmel (The Lovely Bones)
- 2012: Music High
- 2016: Chalk it up
- 2016: Saltwater: Atomic Shark (Saltwater) (Fernsehfilm)
- 2018: Heathers (Fernsehserie)